# Sebastián Jesús Pérez Ortiz
Sebastián Jesús Pérez Ortiz, né le 15 octobre 1955, est un homme politique espagnol membre du Parti populaire (PP).

## Biographie

### Vie privée
Il est marié et père d'une fille et un fils.

### Activités politiques
Il est conseiller municipal de Grenade de 1991 à 2016, adjoint au maire de 2003 à 2011 et de 2015 à 2016. Il est président de la députation de Grenade de 2011 à 2015.
Le 9 mars 2008, il est élu sénateur pour Grenade au Sénat et réélu en 2011, 2015 et 2016.